# Fredericksburg (Indiana)
Pour les articles homonymes, voir Fredericksburg.
Fredericksburg est une census-designated place située dans le comté de Washington, dans l’État de l'Indiana, aux États-Unis. Lors du recensement de 2020, elle compte 129 habitants.